# 洛巴塔
洛巴塔（英語：Lobata）是美國西維吉尼亞州明戈縣一個非建制地區，位於縣治威廉遜（Williamson）東南偏東約5.2英里（8.4），鄰近塔格佛克河（Tug Fork）與49號西維吉尼亞州州道。這裡曾經擁有一個郵政局，但已於1989年7月1日關閉。